# 1-3-0

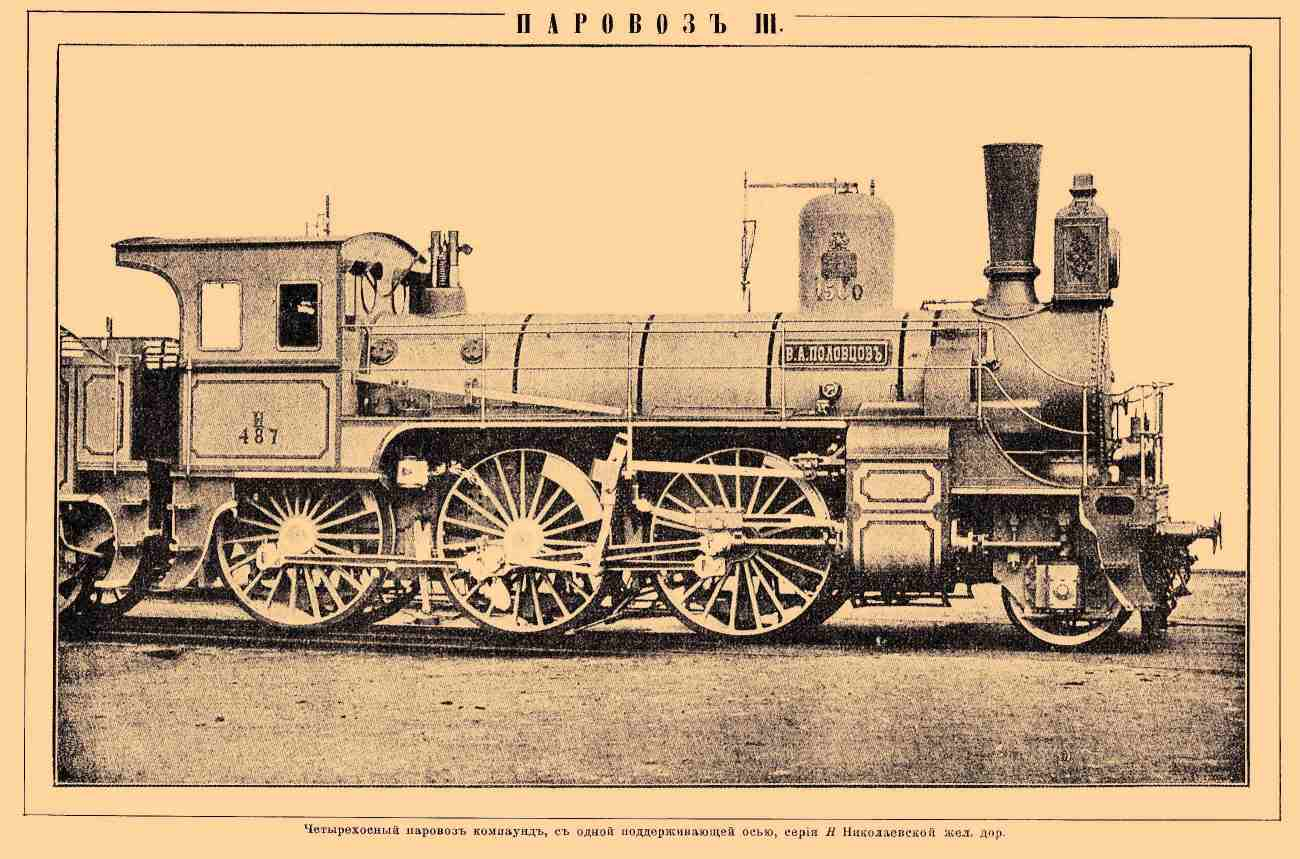
Паровоз серії Н тип 1-3-0

Тип 1-3-0 — паровоз з трьома рушійними осями в одній жорсткій рамі і з однією бігунковою віссю. Є подальшим розвитком типу 0-3-0, на відміну від якого дозволяє встановити більш потужний паровий котел.
Інші варіанти запису:
- Американський —2-6-0
- Французький — 130
- Німецький — 1С